# Военное кладбище Сайвань
Военное кладбище Сайвань (кит. трад. 西灣國殤紀念墳場) — военное кладбище жертв Первой и Второй мировых войн. Расположено в районе Чхайвань, Восточного округа на северо-востоке острова Гонконг (ныне КНР).

## История
Построено в 1946 году. Кладбище было создано для увековечивания памяти солдат и офицеров гарнизона Гонконга, погибших во время Первой и Второй мировых войн. По данным Комиссии по военным захоронениям Содружества (CWGC), здесь в 3-х местах покоятся останки 914 солдат Британской Индии, из них: 104 индийских солдата на склонах кладбища Сайвань, ещё 287 воинов-индусов, погребены в мемориале кладбища Сайвань, а также 118 солдат, чьи останки кремировали в соответствии с их религиозными обычаями, и их имена начертаны на мемориальных досках в мемориале Сайвань. На военном кладбище Сайвань находятся также могилы 228 канадцев . 
Всего на кладбище имеется 2072 погребения, из них — 444 неизвестных. В основном, здесь похоронены британские, канадские, голландские и индийские солдаты, погибшие во время Гонконгской обороны от японских войск в декабре 1941 года.
У входа в Мемориальный зал кладбища находятся таблицы с именами более 2000 военнослужащих Содружества, погибших в битве за Гонконг или впоследствии в плену и тех, чьё место захоронения неизвестно. Дополнительные таблицы образуют мемориал кремированных 144 британских солдат индийской армии, чьи останки были кремированы в соответствии с их верой. Кроме того, в мемориале Сайваня, увековечены 72 жертвы обеих мировых войн, чьи могилы в материковом Китае не сохранились. Здесь также похоронены 20 гонконгских солдат и 8 гражданских лиц. Мемориальная доска, демонстрирующая фрагменты битвы, даёт посетителям представление о масштабах военной кампании.

## Известные люди, похороненные на кладбище
- Беквит-Смит, Мертон, британский генерал-майор, командующий 18-й (Восточная Англия) пехотной дивизией.
- Джон К. Лоусон, бригадир, самый высокопоставленный канадский офицер, убитый во время Второй мировой войны.
- Осборн, Джон Роберт, ротный сержант-майор, единственный кавалер Креста Виктории, высшей награды Великобритании и Содружества за гонконгскую оборону.

## Галерея
- Надгробные плиты канадских солдат
- Надгробные плиты индийских солдат
- Надгробные плиты голландских солдат
- Камень памяти Военного кладбища Сайвань
- Плиты Мемориального зала кладбища
- Вход в Военное кладбище Сайвань